# Grønsfjorden
Grønsfjorden er en fjord som ligger på grænsen mellem Lindesnes og Lyngdal kommuner i Agder fylke i Norge. 
Grønsfjorden begynder ved Selhovden på Sælør, og strækker sig 12 kilometer indover før den ender i et langt, smalt sund som fører ind til Lehnesfjorden ved Jåsund. På sit dybeste, ud for Hundingsland, er den 172 meter dyb, mens den er mest lavvandewt inde ved Jåsund hvor den kun er 3,5 meter dyb.
Fjorden bliver grøn af blågrønalger.